# Strophius melloleitaoi
Strophius melloleitaoi är en spindelart som beskrevs av Soares 1943. Strophius melloleitaoi ingår i släktet Strophius och familjen krabbspindlar. Inga underarter finns listade i Catalogue of Life.